# Ismail Zhabiaku
Ismail Zhabiaku (ur. 4 marca 1932 w Szkodrze  – zm. 1995 w Tiranie) – albański reżyser, aktor i scenarzysta. 

## Życiorys
Ukończył studia w Instytucie Sztuk w Tiranie, na Wydziale Dramaturgii. Po studiach rozpoczął pracę w Studiu Filmowym Nowa Albania, jako asystent reżysera Kristaqa Dhamo w filmie Gjurma. Wystąpił także w kilku filmach jako aktor drugoplanowy, m.in. jako sekretarz partii w filmie Kapedani.
Wyreżyserował 6 filmów fabularnych i 10 dokumentalnych. W 1984 z powodów zdrowotnych przerwał pracę w kinematografii. Nie udało mu się ukończyć filmu Fejesa e Blertes, który w ostatniej fazie realizacji przejął Besim Kurti. Zmarł po długiej chorobie.
Jego żoną była pianistka Teatru Opery i Baletu Nermin Zhabiaku (z d. Daja), zaś syn Kreshnik jest znanym w Albanii śpiewakiem operowym (baryton).

## Filmy fabularne
- 1975: Lume drite
- 1978: Yje mbi Drin
- 1979: Balonat
- 1980: Karnavalet
- 1981: Shtëpia jone e perbashket
- 1984: Fejesa e Blertes

## Filmy dokumentalne
- 1973: Mozaik këngësh dhe vallesh popullore (Mozaika pieśni i tańców ludowych)
- 1973: Këndojnë fëmijet tone (Nasze dzieci śpiewają)
- 1975: Dritë në tunel (Światło w tunelu)
- 1975: Kenga jone ne festiwal (Nasza pieśń na festiwalu)
- 1976: Toka (Ziemia)
- 1977: Biografia e nje nene (Biografia pewnej matki)
- 1977: Anës Bunës
- 1978: Qytet i lashte, qytet i ri (Antyczne miasto, nowe miasto)